# ودربورن (اورگن)
ودربورن (به انگلیسی: Wedderburn) یک منطقهٔ مسکونی در ایالات متحده آمریکا است که در شهرستان کوری، اورگن واقع شده‌است. ودربورن ۱۱٫۸۹ متر بالاتر از سطح دریا واقع شده‌است.